# Mon nom est clitoris
 (novembre 2023).
 (novembre 2023).
La mise en forme du texte ne suit pas les recommandations de Wikipédia : il faut le « wikifier ».
Les points d'amélioration suivants sont les cas les plus fréquents. Le détail des points à revoir est peut-être précisé sur la page de discussion.
- Les titres sont pré-formatés par le logiciel. Ils ne sont ni en capitales, ni en gras.
- Le texte ne doit pas être écrit en capitales (les noms de famille non plus), ni en gras, ni en italique, ni en « petit »…
- Le gras n'est utilisé que pour surligner le titre de l'article dans l'introduction, une seule fois.
- L'italique est rarement utilisé : mots en langue étrangère, titres d'œuvres, noms de bateaux, etc.
- Les citations ne sont pas en italique mais en corps de texte normal. Elles sont entourées par des guillemets français : « et ».
- Les listes à puces sont à éviter, des paragraphes rédigés étant largement préférés. Les tableaux sont à réserver à la présentation de données structurées (résultats, etc.).
- Les appels de note de bas de page (petits chiffres en exposant, introduits par l'outil «  Source ») sont à placer entre la fin de phrase et le point final[comme ça].
- Les liens internes (vers d'autres articles de Wikipédia) sont à choisir avec parcimonie. Créez des liens vers des articles approfondissant le sujet. Les termes génériques sans rapport avec le sujet sont à éviter, ainsi que les répétitions de liens vers un même terme.
- Les liens externes sont à placer uniquement dans une section « Liens externes », à la fin de l'article. Ces liens sont à choisir avec parcimonie suivant les règles définies. Si un lien sert de source à l'article, son insertion dans le texte est à faire par les notes de bas de page.
- La présentation des références doit suivre les conventions bibliographiques. Il est recommandé d'utiliser les modèles {{Ouvrage}}, {{Chapitre}}, {{Article}}, {{Lien web}} et/ou {{Bibliographie}}. Le mode d'édition visuel peut mettre en forme automatiquement les références.
- Insérer une infobox (cadre d'informations à droite) n'est pas obligatoire pour parachever la mise en page.

Pour une aide détaillée, merci de consulter Aide:Wikification.
Si vous pensez que ces points ont été résolus, vous pouvez retirer ce bandeau et améliorer la mise en forme d'un autre article.
Pour plus de détails, voir Fiche technique et Distribution.
Mon nom est clitoris est un documentaire réalisé par Daphné Leblond et Lisa Billuart-Monet, produit par Iota production et sorti en 2019. En 2020, il a remporté le prix du meilleur documentaire au Magritte du cinéma.

## Résumé
Une douzaine de jeunes femmes âgées de 20 à 25 ans partagent leurs parcours en matière de sexualité depuis leur enfance. Installées dans leur chambre, face à la caméra, elles communiquent avec les deux réalisatrices, qui partagent les mêmes questionnements. Elles se souviennent de leurs premières impressions, de leurs explorations hasardeuses, des conversations dans l'obscurité et des obstacles inattendus. Toutes sont animées, chacune à sa manière, par une aspiration commune : la recherche d'une sexualité épanouissante, émancipée et égalitaire. Le film réinstaure un dialogue qui a fait défaut ou qui est survenu trop tard ; il offre à ces jeunes femmes, ainsi qu'aux spectateurs qui les accompagnent, un espace pour reconsidérer les inégalités enracinées dans la structure sociale,,.

## Analyse
Une conclusion du documentaire est que le clitoris reste un sujet tabou, qui même dans les cours d'éducation sexuelle est peu abordé, et qui est peu connu des hommes, mais également de nombreuses femmes. Notamment, la séquence d'ouverture du documentaire montre des femmes qui ont des difficultés à dessiner le clitoris. Un obstacle à la connaissance de cet organe est la culpabilité judéo-chrétienne, mais aussi la religion islamique. Le documentaire permet de discerner des différences de témoignage entre les jeunes femmes issues de familles juives, chrétiennes et musulmanes.
Selon France info, les interviews témoignent « de l’ancrage culturel et éducatif, de l’obscurantisme et du refus de toute reconnaissance d’un plaisir sexuel féminin, réservé quasi-exclusivement aux hommes ». Le documentaire laisse de côté la parole des hommes, mais aborde aussi bien l'hétérosexualité que l’homosexualité.
Selon Paris Match, les deux réalisatrices ont voulu dénoncer à travers les témoignages des jeunes femmes « les normes érigées en système social, comme celle qui veut que l'acte sexuel implique obligatoirement la pénétration ». La réalisatrice Lisa Billuart-Monet déclare à ce propos : « Ce qui compte, c'est avant tout faire l'amour, et non prendre du plaisir (…) Et faire l'amour, c'est la pénétration, point. » Ce stéréotype de la sexualité réduite à la pénétration reflèterait la perpétuation d'inégalités qui restent inscrites dans le vocabulaire. Lisa Billuart-Monet indique : « On utilise le mot vagin pour parler de vulve. Et puis le fait de parler de préliminaires, de virginité [...]. Le champ lexical lui-même est déterminé par le prisme masculin. »

## Fiche technique[8]
- Réalisation : Daphné Leblond, Lisa Billuart-Monet
- Production : Iota production
- Co-production : Pivonka
- Distribution : Prime Video, Canal VOD, Google Play Films et TV
- Image : Lisa Billuart-Monet
- Son : Daphné Leblond
- Montage : Lydie Wisshaupt-Claudel, Daphné Leblond
- Musique originale : Thibaud Lalanne

## Distinctions
- 2019 : Festival International Jean Rouch
- 2019 : FIFF - Festival International du Film Francophone de Namur
- 2019 : Images en bibliothèques • Paris (France)
- 2020 : Prix du meilleur documentaire au Magritte du cinéma[9]
- 2021 : Sélection officielle au Festival international du film francophone de Namur